# Muhammad az-Zarruk Radżab
Muhammad az-Zarruk Radżab, arab. ‏محمد الزروق رجب‎ (ur. 1940) – polityk libijski.
W latach 1976–1981 minister finansów.
Od 7 stycznia 1981 do 15 lutego 1984 sekretarz generalny Powszechnego Kongresu Ludowego – nominalna głowa państwa Libii.
Od 16 lutego 1984 do 3 marca 1986 sekretarz Generalnego Komitetu Ludowego – premier Libii.